# Contea di Luyi
La contea di Luyi (鹿邑县S, Lùyì XiànP) è una contea della Cina, situata nella provincia di Henan e amministrata dalla prefettura di Zhoukou.